# Johanna Kinkel
Pour les articles homonymes, voir Mockel et Kinkel.
Johanna Kinkel, née Mockel le 8 juillet 1810 à Bonn et morte le 15 novembre 1858 à Londres, est une compositrice, écrivaine et révolutionnaire allemande.

## Biographie

### Compositrice
Johanna Kinkel travaille la musique à Berlin avec Franz Anton Ries et Karl Böhmer. En 1840, après cinq mois d'un mariage malheureux, elle divorce du libraire de Cologne, Matthieux. Son second mariage a lieu en 1843, avec le poète allemand Gottfried Kinkel. Ils ont quatre enfants. À la suite de la Révolution de 1848, elle est forcée de quitter l'Allemagne et de fuir à Londres. Elle est trouvée morte dans son jardin en 1858, à la suite d'une chute ; bien que le suicide ait été suspecté, aucun moyen de vérification n'est possible. Sur sa pierre tombale est inscrit : Freiheit, Liebe und Dichtung [« Liberté, Amour et Poésie »]. Elle meurt à Londres et est enterrée au cimetière de Brookwood, avec ses filles, Marie (1861) et Johanna (1845–1863).

### Ecrivaine

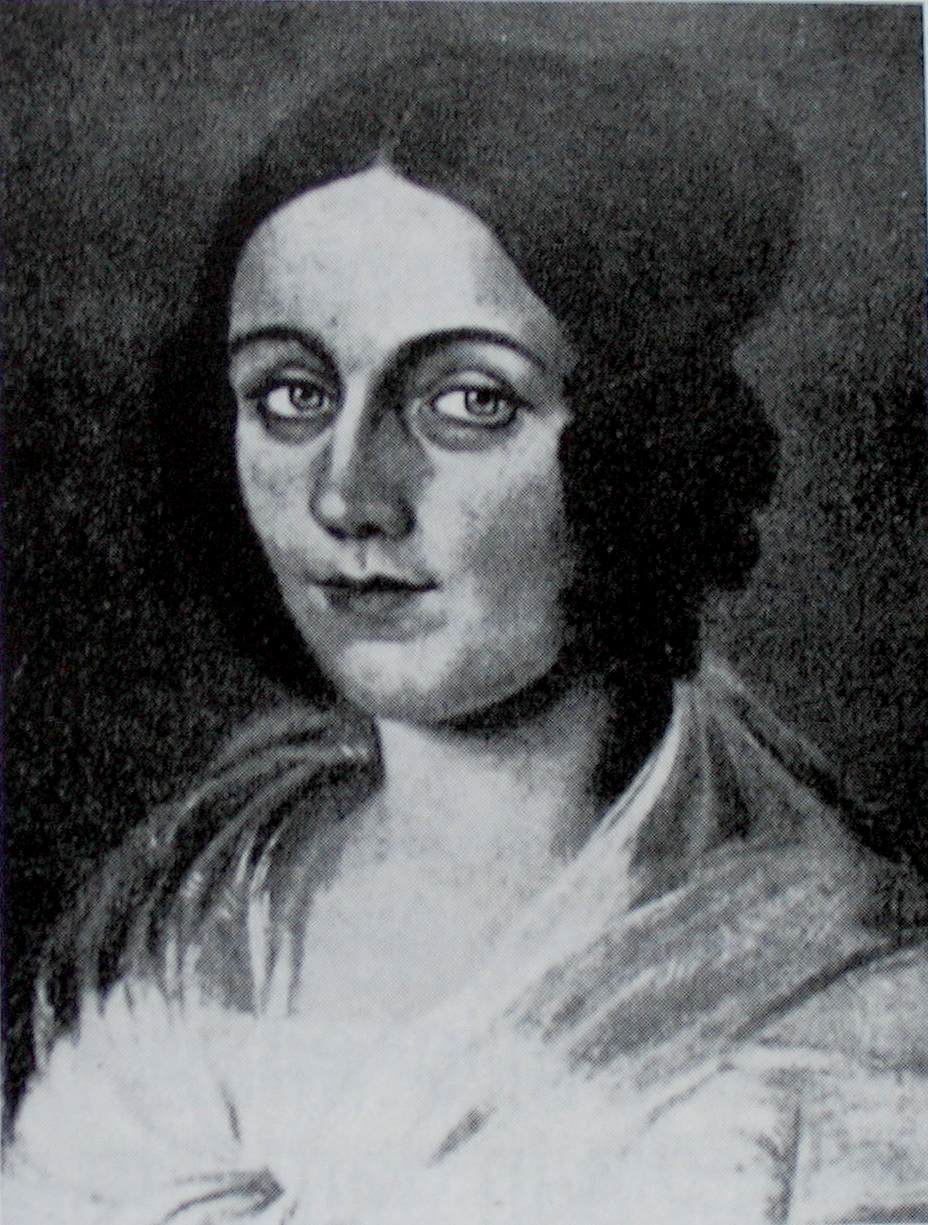
Johanna Kinkel.

Mêlant ses passions (littérature et musique) pour des articles dans de nombreuses revues sur des concerts pour la Bonner Zeitung, un journal qu'elle et son mari éditent en collaboration avec Carl Schurz. On lui doit aussi un roman autobiographique, Hans Ibeles à Londres, publié à titre posthume en 1860. 

### Postérité
Elle a également laissé de substantielles compositions. Beaucoup de ces œuvres sont écrites pour les Maikäferbund (Groupe Maikäfer — le Maikäfer est le hanneton Melolontha melolontha qui émerge de la terre en mai) festival annuel d'un groupe de poètes qu'elle dirige et auquel Gottfried, son conjoint, a également contribué. Ce groupe, fondé en 1840, perdure jusqu'à la révolution de 1848. Mère d'une famille nombreuse, sa production musicale consiste à divertir sa progéniture. 

## Sources
- (de) Otto Maußer (de), « Kinkel, Gottfried und Johanna Kinkel », dans Allgemeine Deutsche Biographie (ADB), vol. 55, Leipzig, Duncker & Humblot, 1910, p. 515-528
- (en) Carl Schurz, Reminiscences (3 volumes), New York: McClure Publ. Co., 1907. Le premier volume de l'autobiographie de Carl Schurz, comprend de nombreux souvenirs sur Johanna Kinkel, en particulier pour les années 1848-1852 quand il est très étroitement lié à la famille. Johanna ajoute de la profondeur à sa connaissance de l'instrument et de son répertoire, notamment avec Beethoven et Chopin.